# بونتي دي بيافي
بونتي دي بيافي (بالإيطالية: Ponte di Piave)‏ هي بلدية في مقاطعة تريفيزو بمنطقة فنيتة، شمال إيطاليا. تقع على بعد35 كيلومترًا (22 ميلًا) شمال شرق مدينة البندقية، و20 كيلومترًا (12 ميلًا) شمال شرق تريفيزو.